# Sägemühle Wissen
Die Sägemühle Wissen war eine an der Niers (Schlossgraben Schloss Wissen) gelegene Wassermühle in der Gemeinde Weeze mit unterschlächtigem Wasserrad.

## Geographie
Die Sägemühle Wissen hat ihren Standort an der Schlossallee von Schloss Wissen, an der Niers, in der Gemeinde Weeze, Kreis Kleve, in Nordrhein-Westfalen.
Die Niers hat hier eine Höhe von ca. 19 m über NN. Die Pflege und Unterhaltung des Gewässers obliegt dem Niersverband, der in Viersen seinen Sitz hat.

## Geschichte
Schloss Wissen wurde erstmals im Jahre 1316 erwähnt. Haus und Gut Wissen erscheinen im Jahre 1372 als Besitz des Gocher Amtmannes Heinrich von der Straten, als  Graf Adolf von Kleve einen Schutzbrief für das Kirchspiel Weeze und das Haus zu Wissen ausstellte.  Die erste Mühle wurde 1437 urkundlich erwähnt, als dem Johann von der Straten, Sohn des Heinrich von der Straten, die Mühle als Lehen vom begüterten Xantener Viktorstiftes übertragen wurde. 1461 verkaufte die Familie von der Straten das gesamte Anwesen an die Familie von Loe, in deren Besitz es noch heute ist.
Nach 1437 entwickelt sich neben dem Schloss eine wahre Mühlenwirtschaft. So entstanden unmittelbar an der Niers oder an den Wassergräben (auch Gräften genannt) des Schlosses vier Mühlen. Diese waren neben der Schlossmühle Wissen, die Ölmühle Wissen, die Sägemühle Wissen und die Walkmühle Wissen. Die Wasserversorgung der Grabenanlagen regelt ein Stauwehr, oberhalb des Schlosses, an der Niers.
Die Sägemühle gehörte ebenfalls zur Mühlenvielfalt an Schloss Wissen. Ihr Erbauungszeit ist nicht bekannt. Sie stand am Verbindungsgraben an der Toreinfahrt zum Schloss. 1836 wurde mit der Wissensche Mühle eine Holzschneidemühle genannt. Auf der Katasterkarte von 1860 ist die Holzmühle nicht mehr verzeichnet.

## Galerie

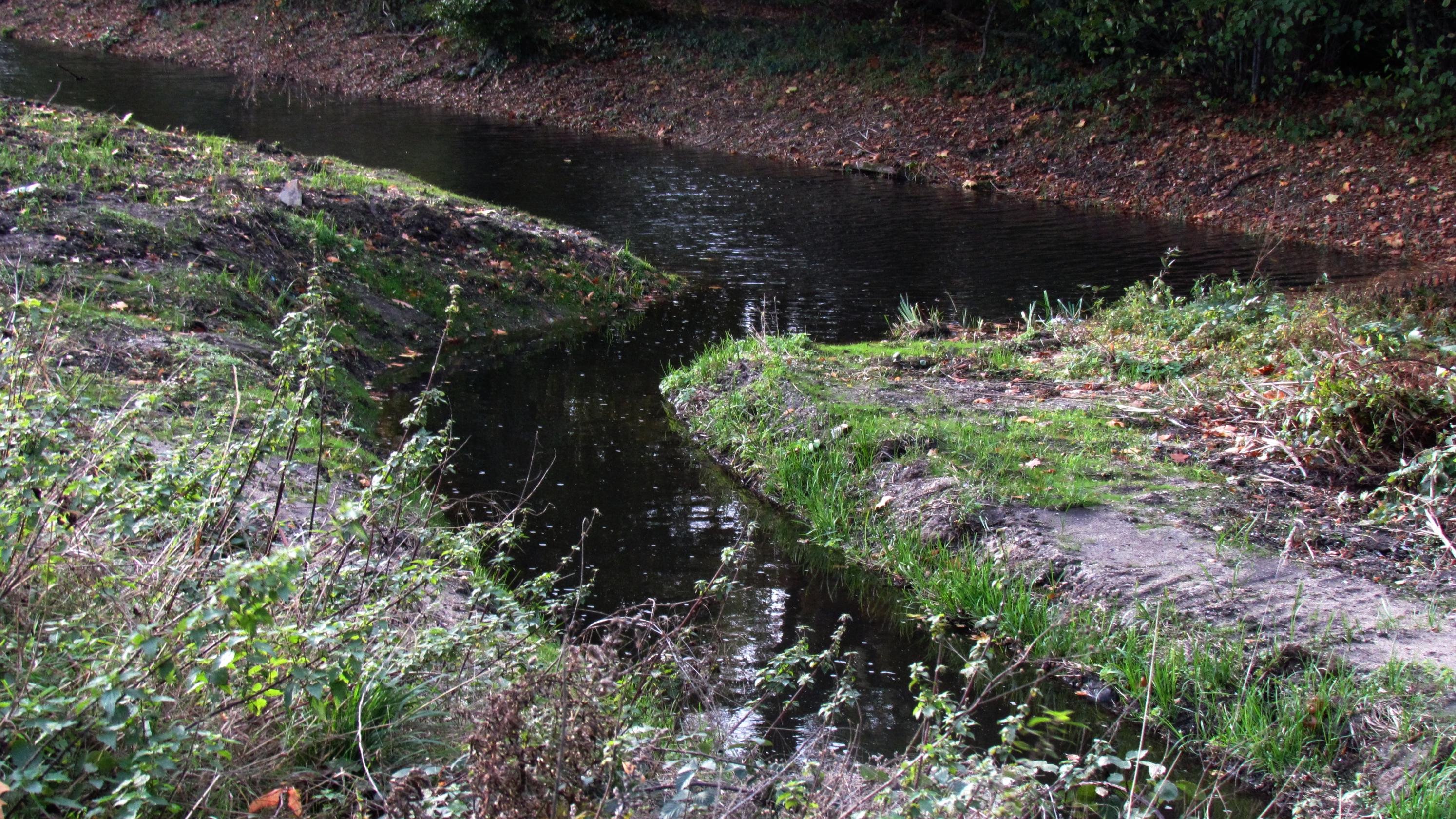
Wasserzulauf von der Niers
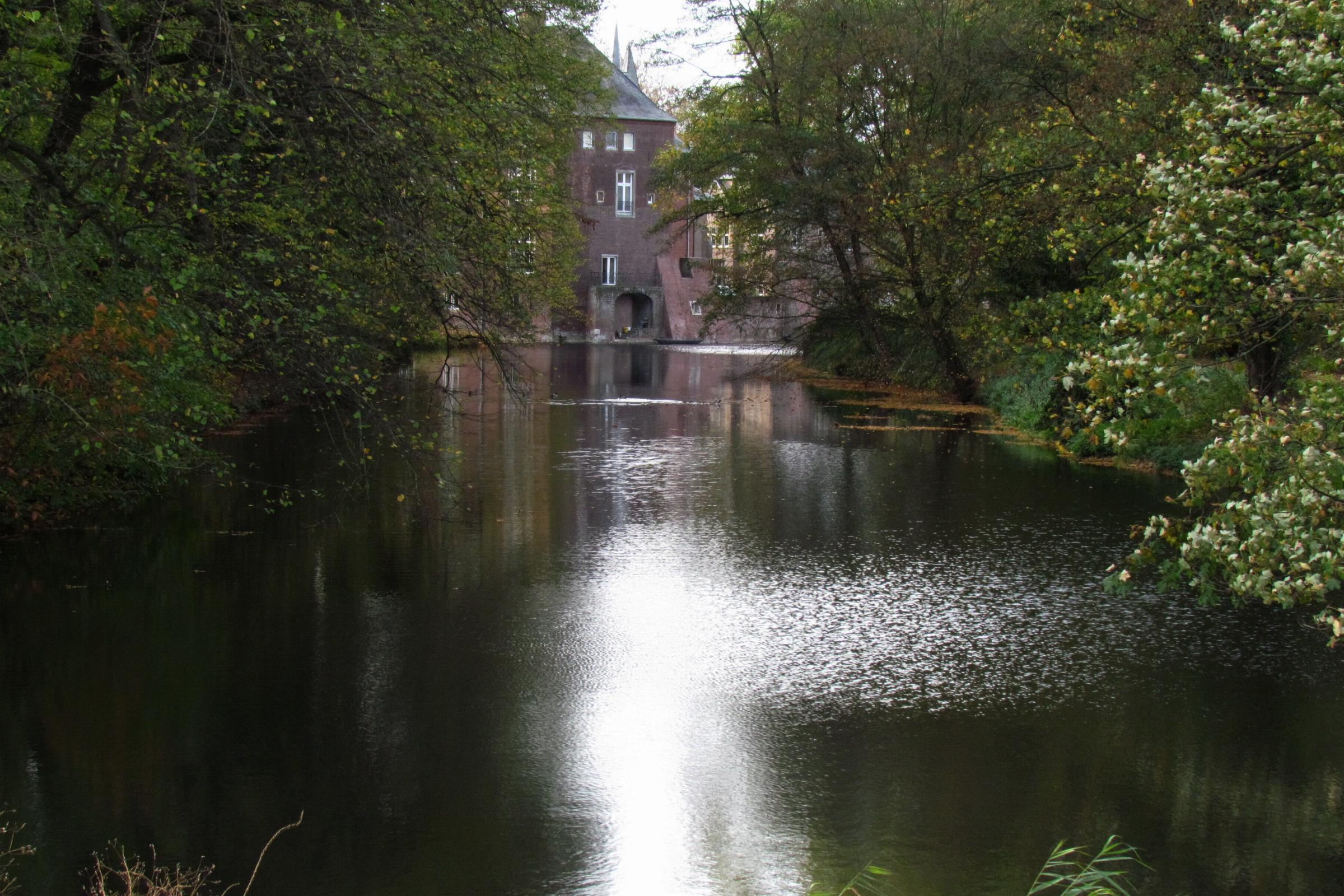
Schlossgraben
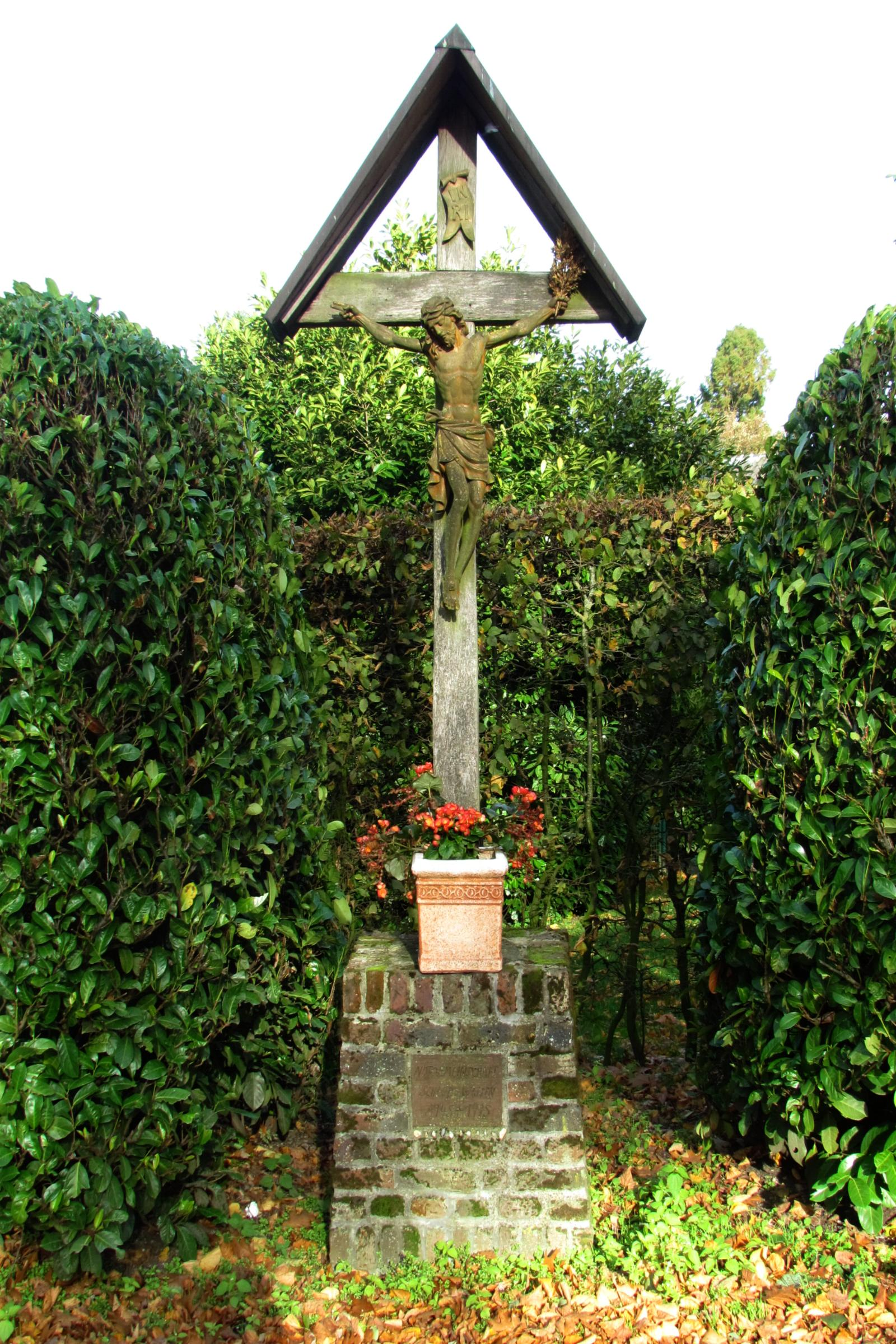
Gedenkkreuz an der Schlossallee
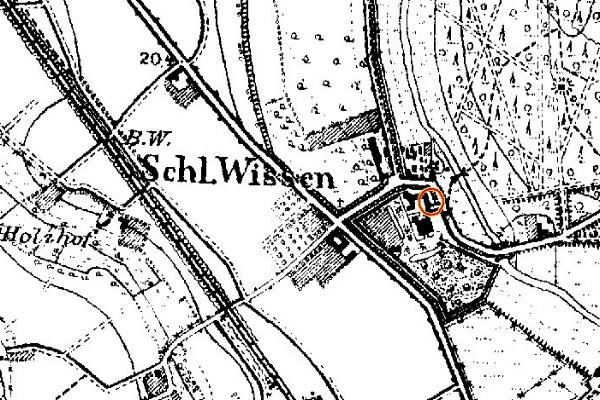
Sägemühle Wissen auf der Neuaufnahme 1892
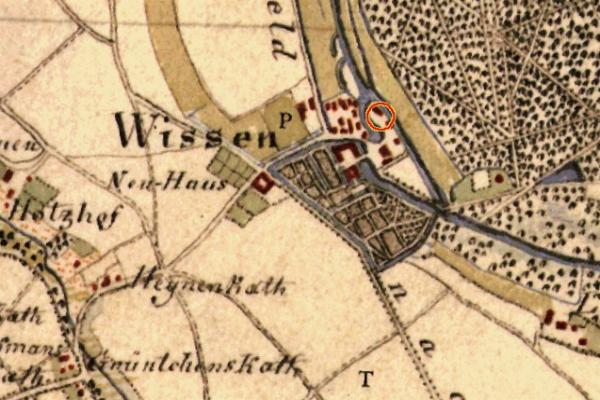
Sägemühle Wissen auf der Urkatasterkarte 1843
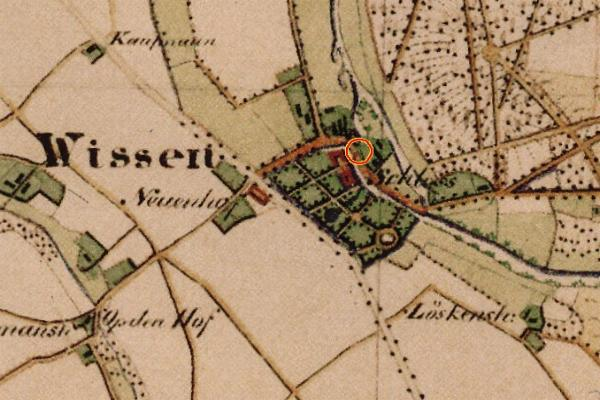
Sägemühle Wissen auf der Tranchotkarte 1802/04